# Petrorhagia cretica
Petrorhagia cretica là loài thực vật có hoa thuộc họ Cẩm chướng. Loài này được (L.) P.W.Ball & Heywood miêu tả khoa học đầu tiên năm 1964.